# 推力反向器

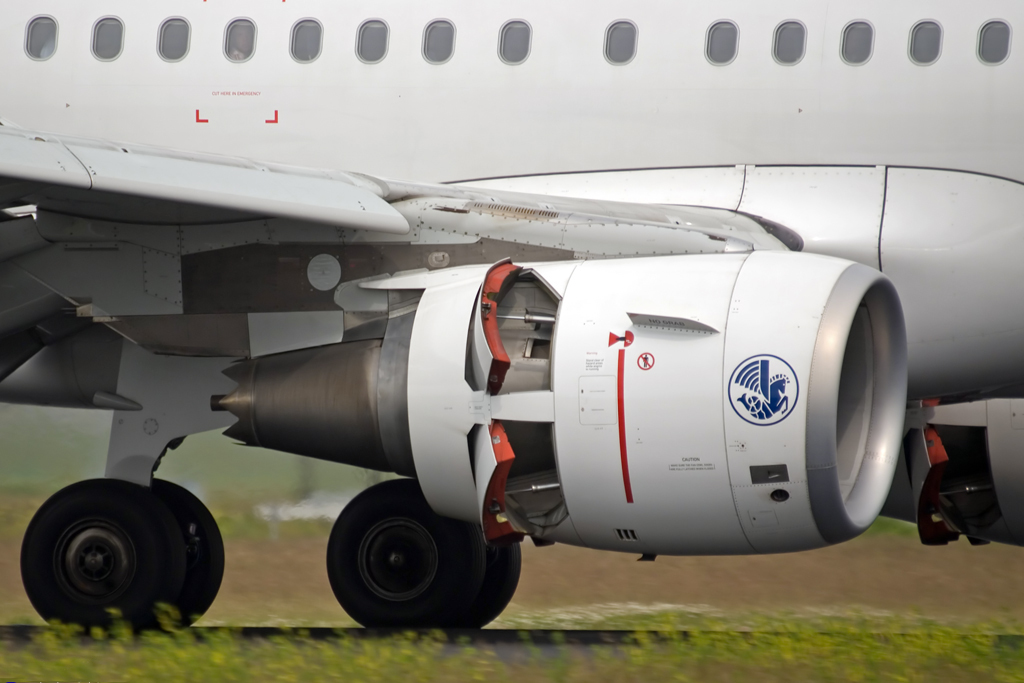
一架空中巴士A320打开CFM56引擎的推力反向器。

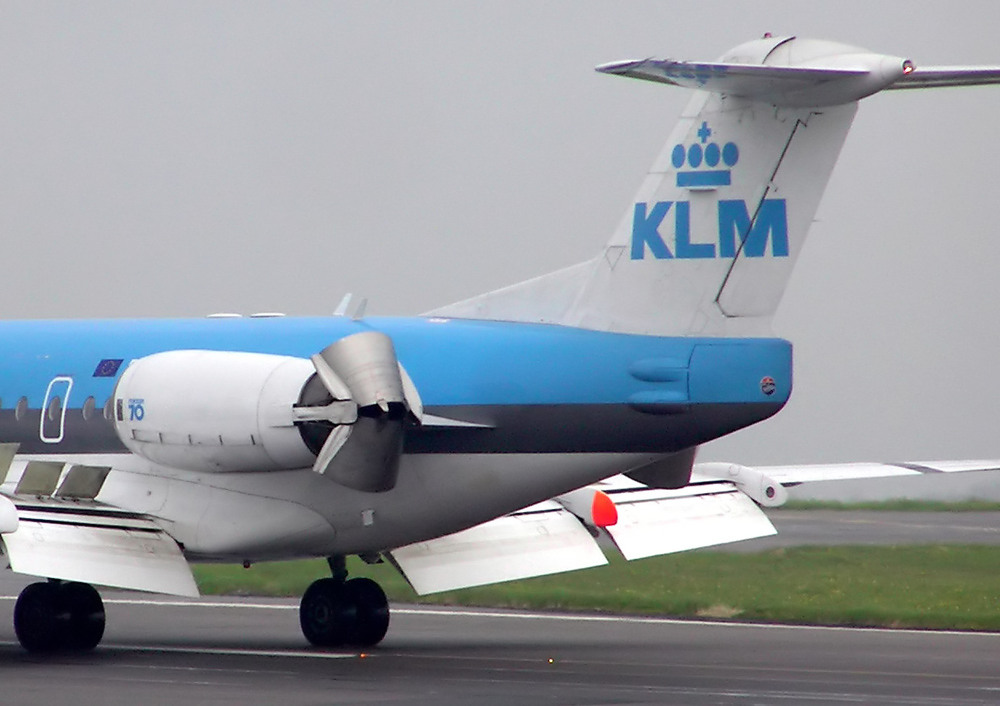
荷蘭皇家航空的福克70型客機打開了推力反向器以停下降落後在跑道滑行的飛機

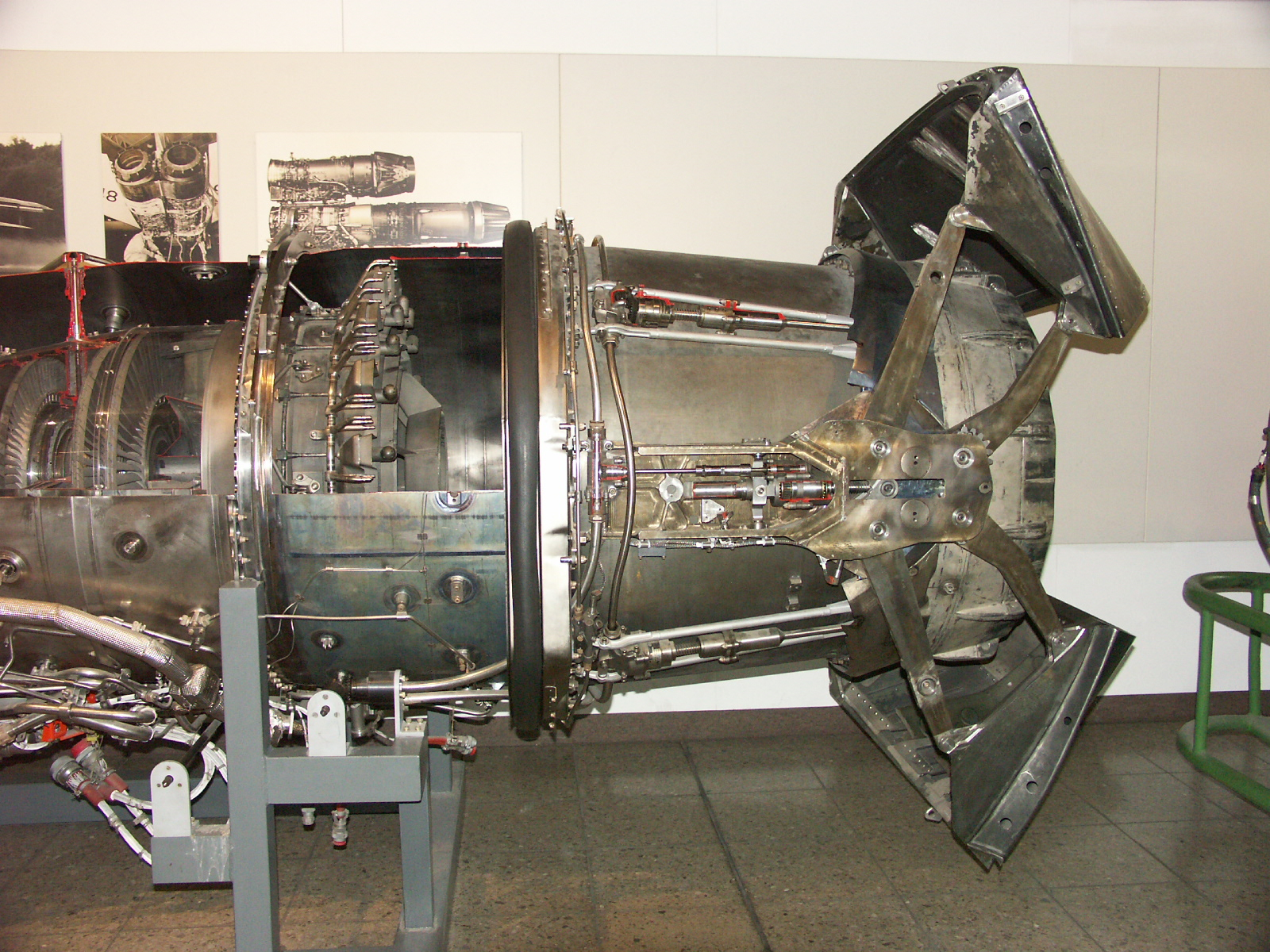
Turbo-Union RB199噴氣發動機的推力反向器

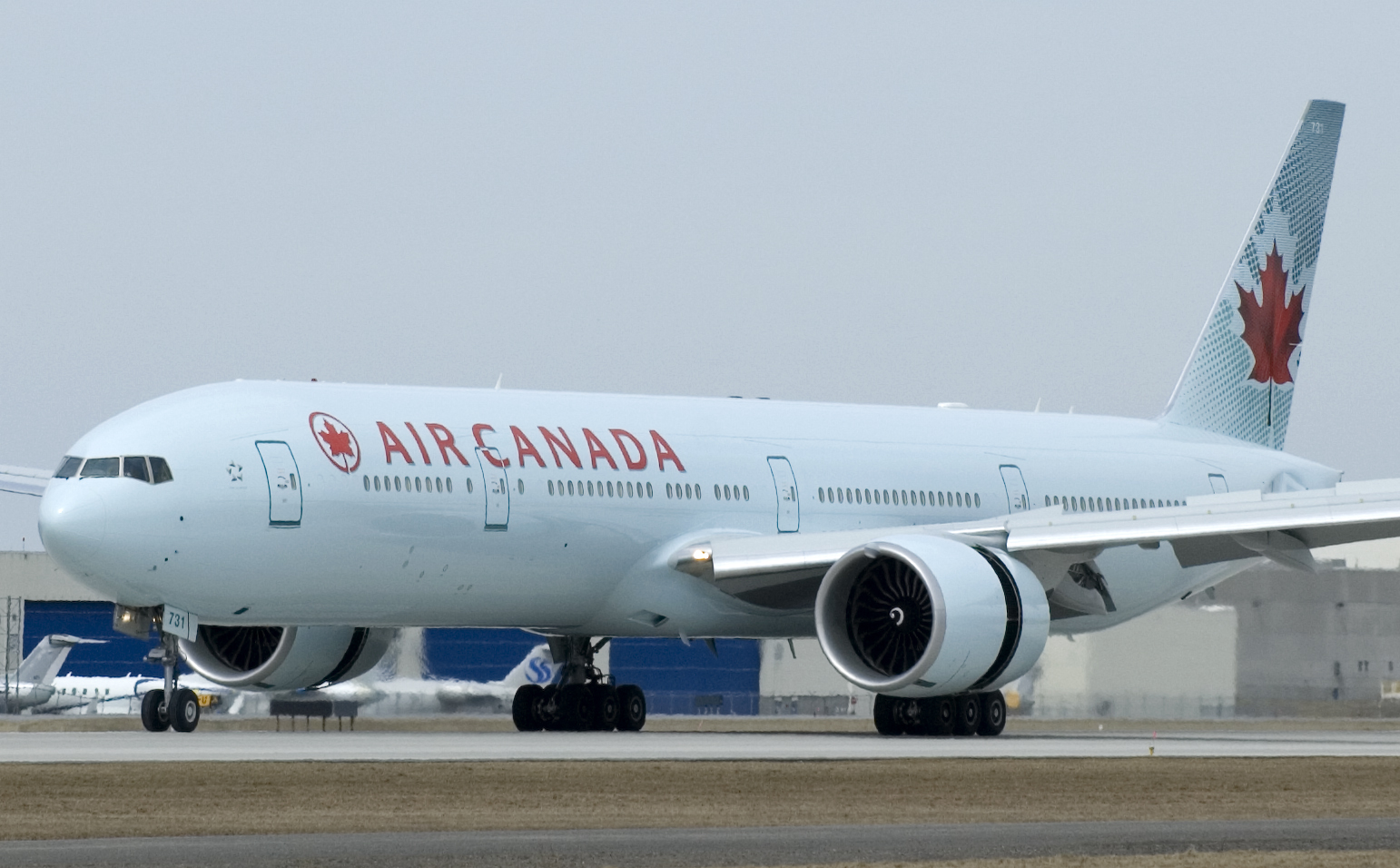
加拿大航空的波音777打開了推力反向器

推力反向器（英語：thrust reversal）是飛機發動機中一個用暫時改變氣流方向的裝置，使發動機的氣流轉向前方，而非向後噴射。這樣會使發動機的推力倒轉而使飛機減速。推力反向器一般用於喷气式飞机，在降落以後減速，減少機輪制動器的損耗，並縮短降落距離。很多螺旋槳飛機也可以透過改變螺旋槳的揚角至反向的角度，達到反向推力的目的。

## 操作方式
一般來說，飛機在降落，機輪著地之後，會施行反向推力，同時也會將扰流板打開，以便在飛機仍有殘餘升力的時候，有效地將飛機減速（在這個階段，起落架上的機輪制動器，會因為飛機的殘餘升力與高速度，未能有效發揮制動效能）。推力反向器需要飞行机组人员人为开启，一般是使用推力控制杆上的操作杆，或是將推力控制杆移動至「反向推力」的位置。反向推力施行期間，飛機的發動機气流不正常的排出而變得嘈吵，乘坐在接近發動機位置的乘客更會明顯聽到。
使用推力反向器可以將降落需要的滑行距離減少1/3或以上。不過，各國航空法規定，飞机必須能不使用反向推力，在跑道上降落，才能取得適航證明，投入航空交通服務。适航认证中必须经历的中断起飞（RTO）测试也有在不启动反推等一系列最糟条件下完成测试目标的要求。
一般而言，當飛機減速到一定程度，反向推力就會被取消，以防止反向氣流捲起跑道上的異物；如果這些異物被吸入發動機，可導致發動機受異物損壞。此外，如果在低速度（通常指小於80節）時使用推力反向器，很可能會導致引擎過熱而燒毀引擎。因此，客機在機場遇到需要後退的情況會使用拖車協助，不會使用到自身動力。然而，也有部分軍用飛機在處於緊急情況或者跑道空間及設備不足的情況下，會直接使用反向推力來進行倒退。
如果發動機不能作全速推力反向，或情況不容許使用全速推力反向，飛行員可以使用較低的動力，甚至怠轉進行推力反向，以減少發動機的損耗。有時，當發動機怠轉而不需要前向的推力（在結冰或濕滑的地面更為如此），又或者是要避免發動機氣流造成破壞的時候，也會使用推力反向器。

### 飛行時的使用
部分飛機可以在飛行時，安全使用推力反向器，不過大部分這類型的飛機都是螺旋槳飛機。在飛行途中使用反向推力有幾個好處：首先，可以在短時間內減速；其次，如果需要急降，反向推力可以防止飛機加速過快，在一些戰鬥的場合，或是需要高角度進場的情況會相當有用。
舉例來說，ATR 72渦輪螺旋槳飛機可以在飛行時使用反向推力（不過需要解除相關的鎖定裝置）；霍克薛利三叉戟型可以在使用推力反向器的情況下，作每分鐘一萬呎（3,048米）的急降，不過這個能力甚少會被使用。美國空軍的波音C-17环球霸王III運輸機，是为数不多的可以在飛行途中使用推力反向器的現代飛機，在作戰的情況下，四台發動機的推力反向器可以打開，容許飛機以每分鐘15,000呎（4,600米）下降。瑞典的紳寶37 Viggen戰機（於2005年11月退役）也可以在降落前使用反向推力，容許戰機在瑞典的公路上降落。
美國太空總署的穿梭機乘務員訓練機（一架經高度改裝的格魯曼灣流III型飛機）也使用推力反向器，模擬太空穿梭機的空氣動力特性，以訓練乘務員駕駛太空穿梭機降落。

## 使用渦輪扇發動機的飛機

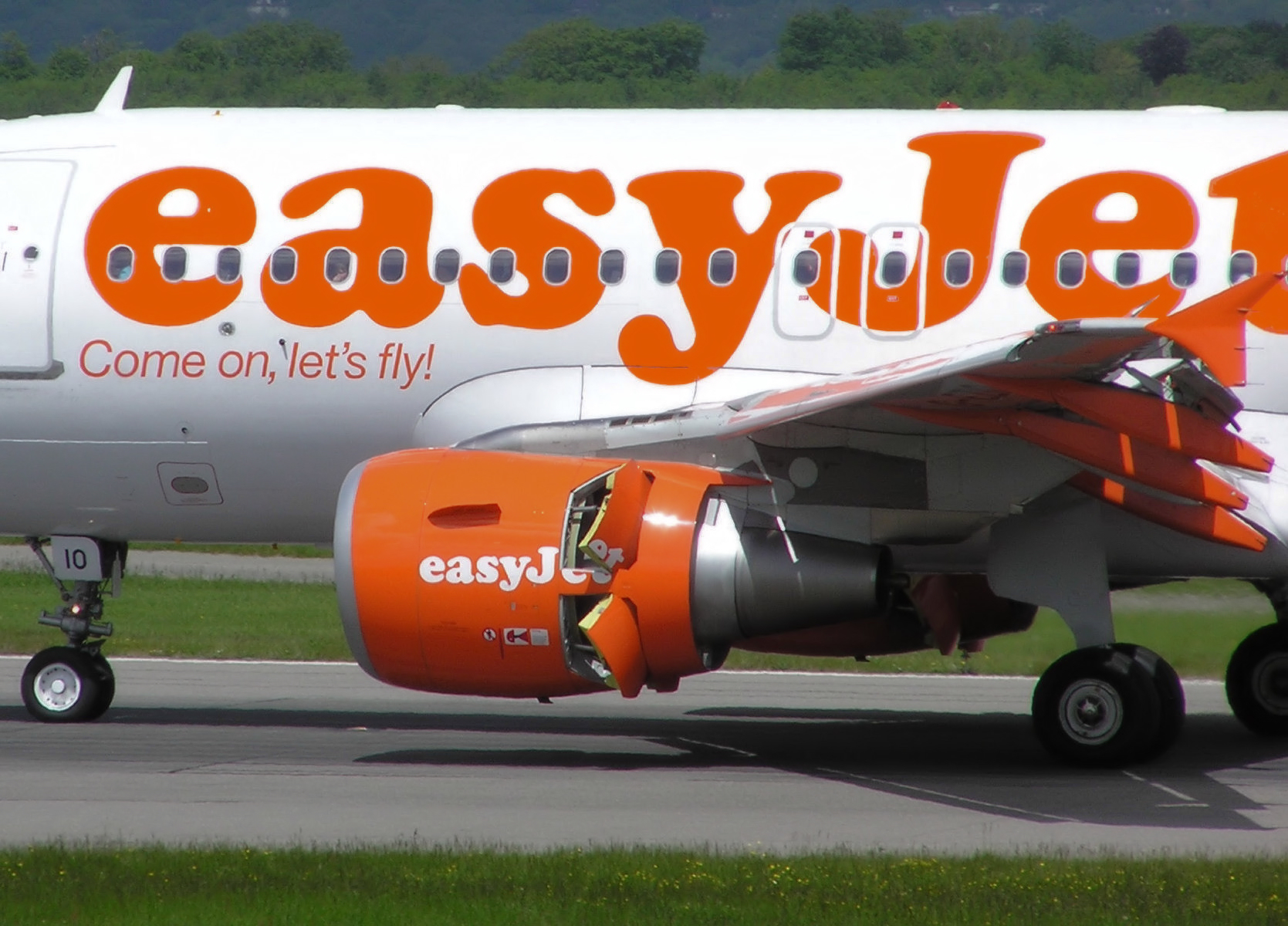
易捷航空的A319在降落後，打開了推力反向器

使用渦輪风扇發動機的飛機，推力反向是靠將噴射氣流偏向前方，達到減速的目的。由於噴氣發動機的設計，並不可能反向轉動，故此需要使用推力反向器，將排出的噴射氣流偏向前方。第一個方法，是使用多個花瓣形的葉片，打開後就可以將氣流偏向。第二個方法，是使用兩個桶形的裝置，在反向推力施行的時候，將氣流「攔截」並轉向前方；這種形式的推力反向器在使用的時候，很容易從外面看到。
渦輪风扇發動機在打開推力反向器時，發動機原則上還是向前推進的，但因為渦輪风扇發動機的推力大部分是來自導風扇，尤其是高涵道比的噴氣發動機，有大約70%的推力來自導風扇，所以反向氣流造成的阻力還是會大過渦輪的推力，達到減速的目的。
至於一些高涵道比的噴氣發動機，推力反向器是由旁通通道的偏向門組成，使用時可以將繞過發動機中心的旁通空氣偏向，達到推力反向的目的。波音C-17更特別，發動機核心的空氣亦可以同時在反向推力施行時偏向，令其擁有超卓的減速能力。

## 螺旋槳飛機
螺旋槳飛機產生反向推力的方式，是將螺旋槳的仰角改變，令進行方向轉為前方。這種使用螺旋槳產生反向推力的方法，早在1930年代就開始使用。可變仰角螺旋槳的發展，除了可用於推力反向之外，也可以在不同的情況下，充分使用發動機的動力。
較小型的飛機，除特別的應用外，一般沒有推力反向器，而大型飛機（起飛重量超過12,500磅）幾乎均配備推力反向器。無論推力來源是活塞式發動機，或是渦輪螺旋槳發動機，也可以配備推力反向器，而絕大多數可調仰角的螺旋槳，更可以將仰角調至零，以產生零推力，甚至產生大量阻力。在配備複發動機系統的飛機上，這可以保持飛機發動機在下降時高速運轉，防止發動機突然受冷而損壞。

### 多發動機飛機
早期的多發動機螺旋槳飛機，例如波音247與道格拉斯DC-2，都是最早裝上推力反向器的飛機。隨著活塞式飛機更重、更複雜，推力反向器的使用，容許這些飛機在為早年較小型的飛機建造的機場操作。此外，第二次世界大戰之後製造的活塞式飛機，例如洛克希德星座式飛機，螺旋槳具有可變仰角的功能，在極端的情況下，可作推力反向器，容許飛機下降與減速時，不會令發動機過度冷卻，也避免飛機降落時速度過高。再後來的渦輪螺旋槳飛機，例如維克斯Viscount與洛克希德電星式飛機，飛行速度與巡航高度有所提高，發動機的動力除了提供更高的動力外，也可以在需要時提供反向推力。
推力反向器在水上飛機與飛艇，還有特別的用途。這些飛機在水上降落時，沒有傳統的機輪制動器，而只能靠水的阻力，以及反向推力，將飛機減速或停止。此外，在水上操作，例如要轉急彎或是倒後（離開停泊處或海灘時），也需要使用反向推力。

### 單發動機飛機
由於單發動機飛機大小有限，推力反向器的重量與複雜性令其不適合應用於單發動機飛機。然而，也有一些較大型的單發動機飛機，例如塞斯納Caraven飛機，與一些單發動機的水上飛機（包括飛艇），具備推力反向器；其運作原理與其他螺旋槳飛機的大同小異。

## 與推力反向器有關的空難
一般現代噴氣飛機，推力反向器並非設計在飛行途中使用。雖然如此，過往也發生多宗由於推力反向器在飛行途中打開而導致的空難：
- 1982年2月9日，日本航空350號班機在距離東京羽田機場300米的水面上墜毀。機長企圖將執行該航班的麥道DC-8飛機撞毀，而打開其中兩台發動機的推力反向器。這次事故有24名乘客死亡。
- 1990年8月29日，一架洛克希德C-5A運輸機在德國的拉姆施泰因空軍基地起飛後墜毀。飛機爬升時，其中一台發動機的推力反向器突然打開，導致飛機失控，最終墜毀。機上17人只有四人生還。
- 1991年5月26日，劳达航空004號班機在泰國墜毀。事故中的767-300ER飛機，一號發動機的推力反向器在無人操作的情況下突然打開，飛機結果失速墜毀。全機223名乘客與機員均在這次事故罹難。[2]
- 1996年10月31日，巴西天馬航空402號班機於聖保羅市孔戈尼亞斯國際機場起飛前往里約熱內盧，推力反向器在起飛時打開，並失控撞向機場跑道末端的住宅區，造成全機96人及地面3人喪生。失事的福克100型飛機，右邊發動機的推力反向器在起飛後發生故障，在無人操作的情況下突然打開。

另外，有數宗事故是由於推力反向器太遲打開而導致的：
- 1993年11月4日，中華航空605號班機，搭載274名乘客及22名機組員（包括正副駕駛），在香港啟德機場著陸後失事衝落海中，造成機上23人受傷。香港民航處翻查過飛行紀錄儀後，發現機師在飛機著陸後，錯誤把發動機的推力控制桿當作推力反向器桿向前推，副機師在約20秒後才發現情況不妙，遂立即使用推力反向器以煞停飛機，但為時已晚，最終直衝落海。
- 2005年8月21日，法國航空358號班機在加拿大多倫多皮爾遜國際機場降落時未能在跑道結束前減速停止，而衝出跑道末端起火燃燒，所幸所有乘客與機組人員都及時逃出，無人死亡。調查報告中沒有確定或否定，推力反向器過遲打開，亦未有表明這個是否重要因素。
- 2005年12月8日，西南航空1248號班機在美國芝加哥中途國際機場降落時衝出跑道，並與道路上一輛行駛中的汽車發生輕微碰撞，導致汽車上的一名6歲男童死亡。官方調查報告指出，飛機的推力反向器太遲打開，導致事故。
- 2007年7月17日，巴西天馬航空3054號班機於聖保羅市孔戈尼亞斯國際機場衝出跑道。事故原因是起飞前一个引擎推力反向器故障，机组使用单推力反向器操作时失误，将推力反向器损坏的引擎保持在向前推进的最大功率，导致两个发动机向相反的方向推进使飞机失控。這次事故造成199人死亡。

## 外部連結
- Reducing Landing Distance （页面存档备份，存于）